# خسوس ماریا (سانتاندر)
خسوس ماریا (انگلیسی: Jesus María, Santander) نام یک منطقه مسکونی در کلمبیا است.